# Campana (gioco)

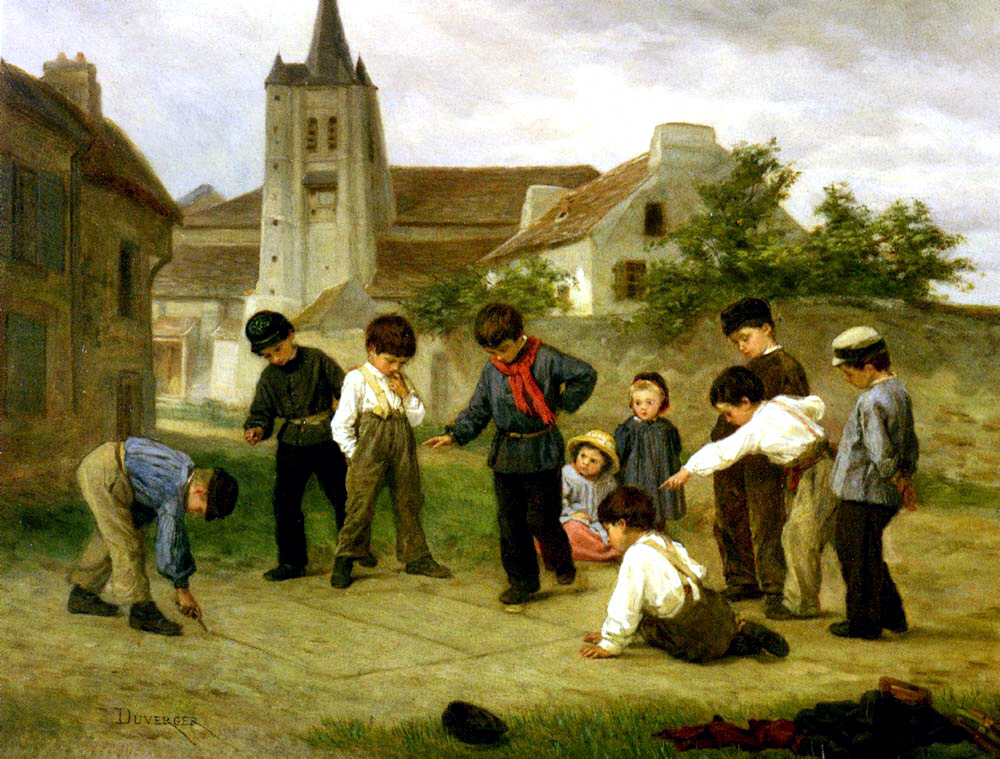
Il gioco della campana in un dipinto di fine Ottocento del pittore francese Théophile Emmanuel Duverger.

La campana – detta anche riga, mondo, brucio, paradiso, ambo, settimana, oppure staccia in salentino, u ciancateḍḍu, a chiappeḍḍa, a sima o u tririticchete in siciliano, pisincheḍḍu o pincareḍḍu in Sardegna (pàmpana in Gallura), pàmpano in Liguria, scalóne in Veneto, staccia in Puglia, campanaru, siloca o trenga in Calabria, alam nell'Alto Lario Occidentale – è un gioco per bambini che può avere uno o più partecipanti.

## Percorso e regole

Esempio di percorso.

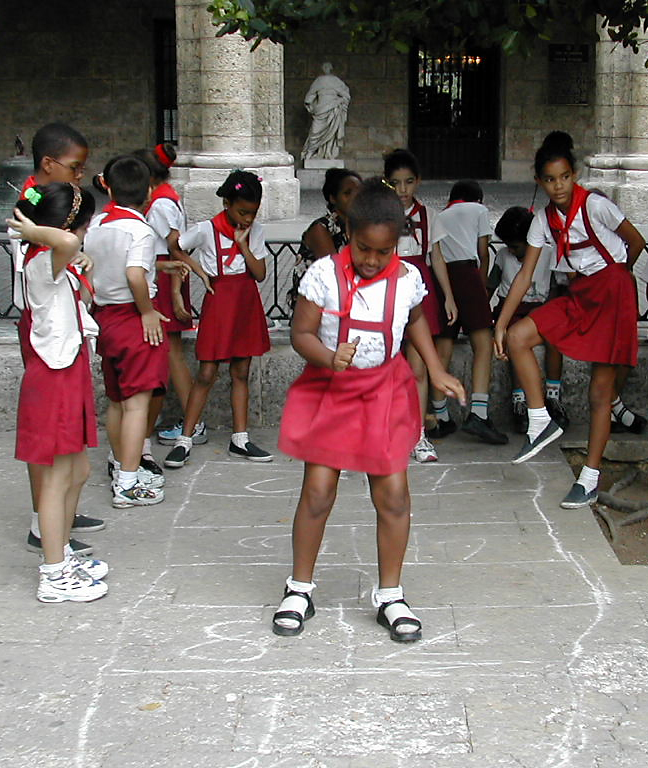
Il gioco della campana a Cuba.

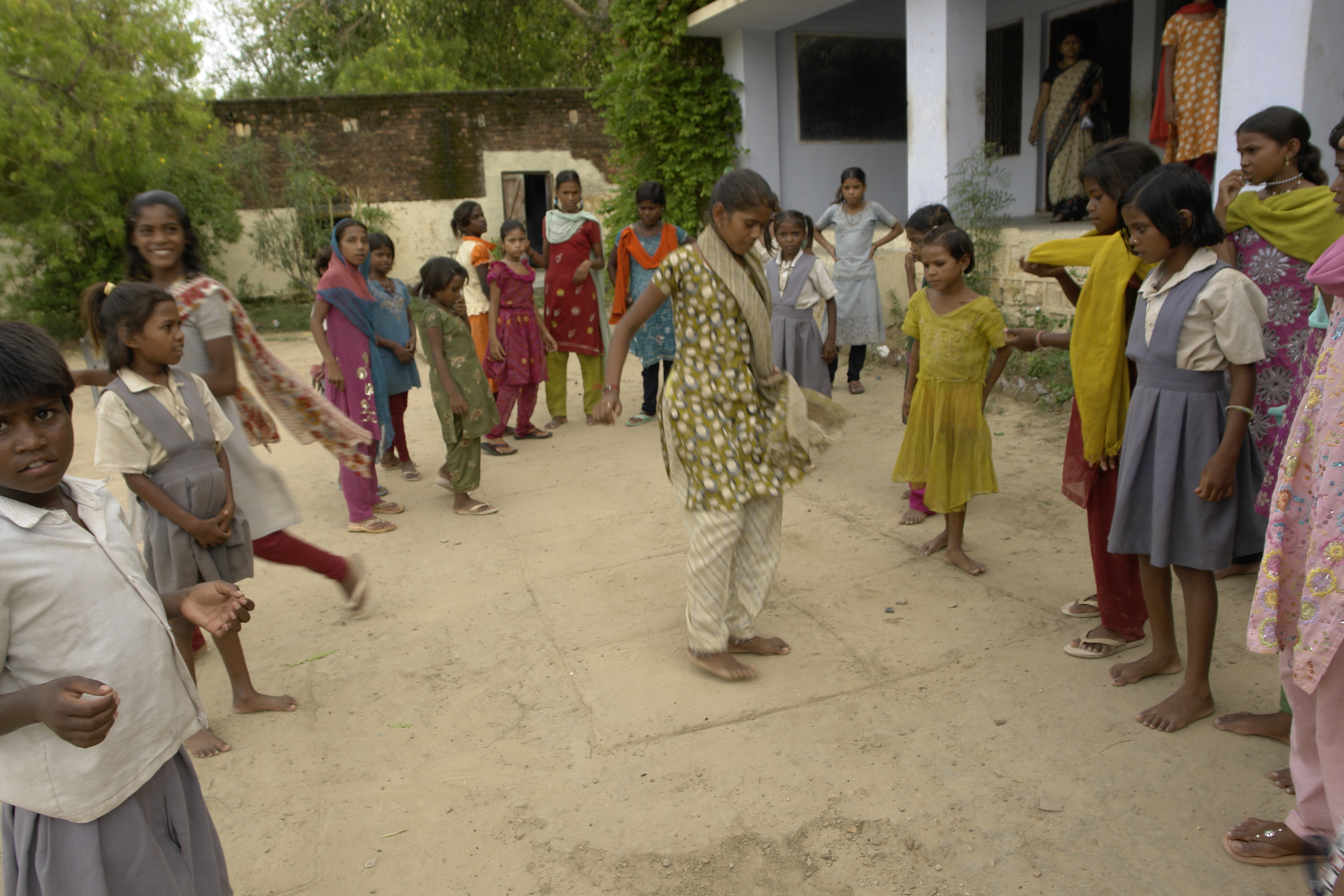
Il gioco della campana in India.

### Il percorso
Per giocare a campana bisogna avere a disposizione solo una modesta estensione di terreno su cui tracciare il percorso. Se il suolo è in terra battuta il percorso può esservi inciso sopra con un semplice sasso, un bastoncino o qualsiasi altro oggetto appuntito; sui marciapiedi invece, sull'asfalto stradale o su altre superficie lisce, lo si può disegnare con il gesso.
Il disegno può variare, ma il percorso di solito è composto da una decina di caselle rettangolari numerate progressivamente che si susseguono regolarmente in fila indiana salvo un paio di blocchi composti da due caselle affiancate.
L'ultima casella del tracciato è la base, anch'essa di forma rettangolare oppure a semicerchio, nella quale il giocatore deve girarsi per completare il percorso rifacendolo a ritroso. In alcune versioni del gioco esiste un apposito riquadro di partenza ("terra"), da cui avvengono i lanci; in tal caso l'ultima casella è la base, ma viene chiamata "cielo".

### Svolgimento del gioco
Il giocatore che inizia lancia nella prima casella il proprio sassolino. Il sassolino deve atterrare all'interno della casella senza toccare nessuna linea o uscirne fuori. Il giocatore quindi saltella su un solo piede di casella in casella lungo tutto il percorso, ma senza mai entrare nel riquadro in cui è presente il suo sassolino.
Le caselle possono essere toccate solo con un piede, ma i blocchi di due caselle affiancate consentono di appoggiare contemporaneamente entrambi i piedi (uno in ciascuna casella, sempre che una delle due non sia occupata dal contrassegno). Raggiunto la casella finale il giocatore può fermarsi per poi voltarsi, effettuando mezzo giro, e rifare il percorso a ritroso, sempre rispettando la regola del singolo appoggio o del doppio appoggio dei piedi a seconda che si tratti di una casella singola o di due caselle affiancate. Giunto in corrispondenza della casella che contiene il proprio sassolino, il giocatore lo deve raccogliere senza perdere l'equilibrio e completare il percorso tornando al punto di partenza.
Dopo aver completato con successo il percorso di andata e ritorno, il giocatore lancia la sua pietra nella casella numero due e così via. Vince chi per primo visita con il proprio contrassegno tutte le caselle, completando ogni volta il percorso.

## Com'è chiamato nel mondo
Gioco semplice e assai antico, tradizionalmente le origini della campana vengono fatte risalire addirittura ai tempi dell'antica Roma (un suo tracciato è ancor oggi visibile inciso sul lastricato del Foro Romano), quando veniva praticato con il nome di gioco del clàudus, cioè dello zoppo, con evidente riferimento alla regola di saltellare da una casella all'altra su un solo piede.
- amarelinha in Brasile
- macaca in Portogallo

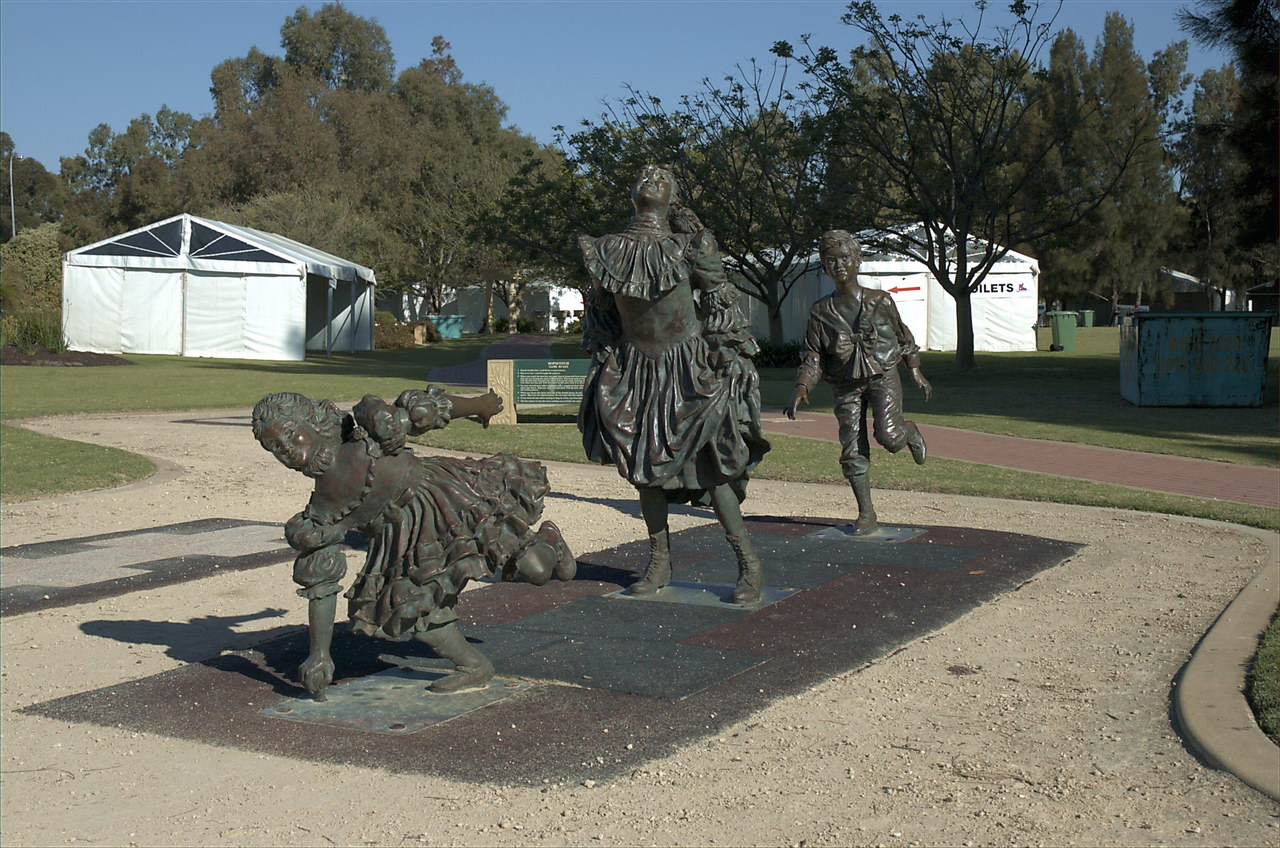
Gruppo scultoreo dedicato al gioco della campana nel parco dei divertimenti australiano di Burswood Park, vicino a Perth.

- avión in Bolivia, a Panama e in alcuni luoghi in Spagna[1]
- avión, avioncito, pata coja, pisé, pisado o rayuela in Venezuela
- avión, bebeleche, chácara, coja-raya, pelanche, rayuela o saltacojitos in Messico
- avión, golosa, peregrina, rayuela o tángara in Colombia
- avión o mundo in Perù
- cò cò in Vietnam
- dama in Bulgaria
- eixarranca, nonet, palet, rayuela, sambori, setmana, xinga o xarranca in Spagna
- hickelkasten, Himmel und Hölle, Hüpfspiel, Paradiesspiel o Tempelhüpfen in Germania
- hinkelbaan nei Paesi Bassi
- hinkerude o Paradis in Danimarca
- hoppa hage in Svezia
- hopscotch negli Stati Uniti
- kenkenpa (けんけんぱ?) o ishikeri (石蹴り?) in Giappone
- ketengteng o ting-ting in Malaysia
- klasy in Polonia
- klassiki in Russia
- luche in Cile
- marelle o palet in Francia
- nebe, peklo, ráj o skákání panáka nella Repubblica Ceca
- peregrina in El Salvador
- ristanc in Slovenia
- sharita in Marocco
- pon a Cuba
- rayuela in Argentina, Costa Rica, Nicaragua, Uruguay e Spagna
- seksek in Turchia
- șotron in Romania
- ugróiskola in Ungheria
- trúcamelo nella Repubblica Dominicana
- ley ley (لی لی) in Iran
- 跳房子 (tiao fang zi) in Cina
- 땅따먹기 (Ttang ttamukki) in Corea
- Hopscotch in Inghilterra ed Australia